# Schacht Arthur de Buyer
Der Schacht Arthur de Buyer oder Schacht Nr. 11 liegt auf dem Gebiet der Gemeinde Magny-Danigon in der französischen Region Bourgogne-Franche-Comté und war eine der wichtigsten Kohleminen von Ronchamp. Aktiv von 1900 bis in die frühen 1950er Jahre, betrug seine Tiefe 1010 Meter und war damit das tiefste Bergwerk Frankreichs im frühen 20. Jahrhundert. Nachdem es Kohle für fast ein halbes Jahrhundert förderte, gab es bis zu Beginn des 21. Jahrhunderts mehrere Umbauversuche. Heute sind nur Ruinen übrig.

## Ansichten

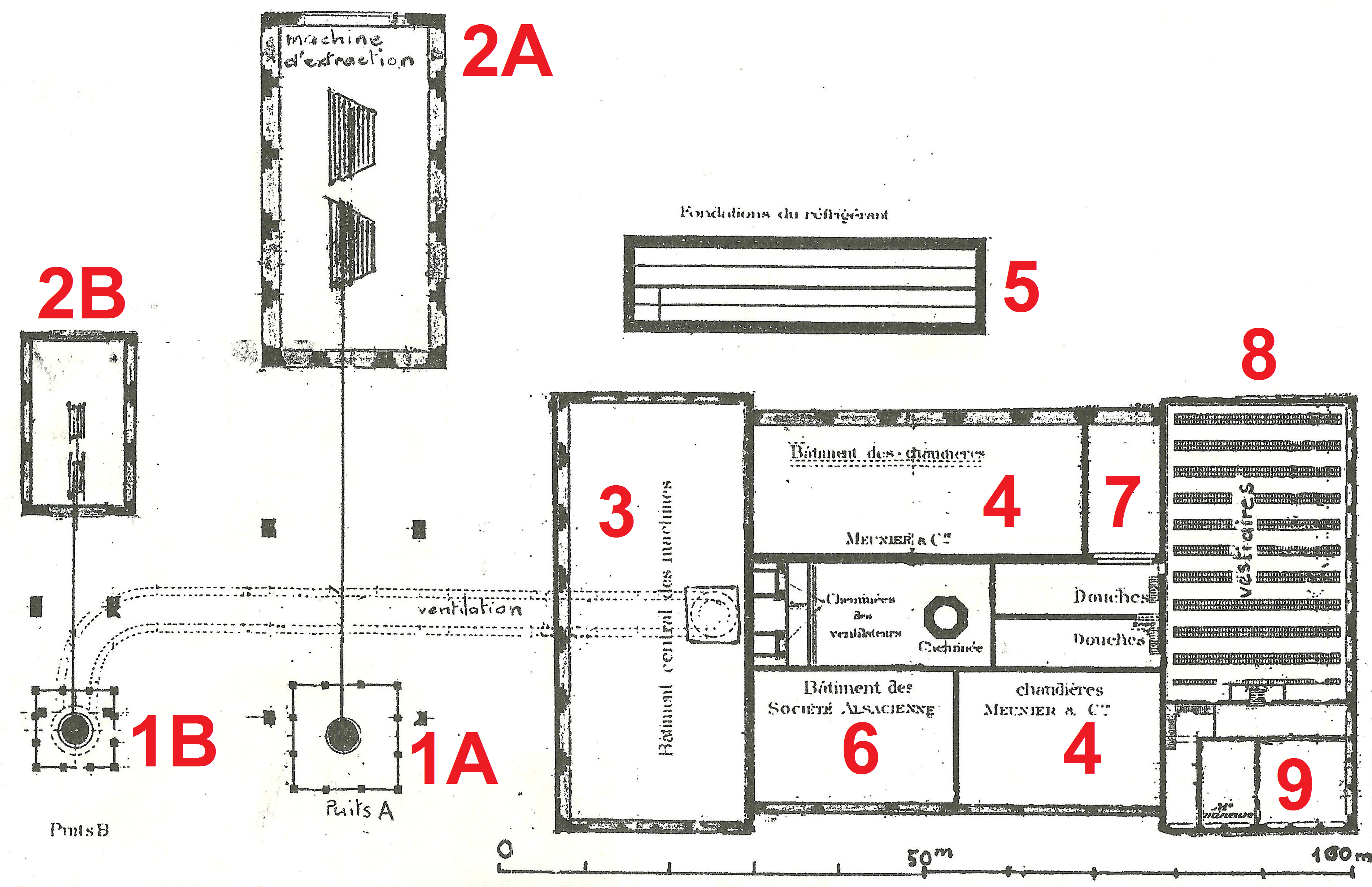
Lageplan
1A. Schacht A (Förderschacht)
1B. Schacht B (Wetterschacht)
2A. Fördermaschine A
2B. Fördermaschine B
3. Hauptgrubenlüfter, Druckluftanlage, Elektrischer Generator
4. Kesselhaus
5. Kühlturm
6. Elsässische Firmenzimmer
7. Duschen
8. Waschkaue
9. Büros und Lampenstube.

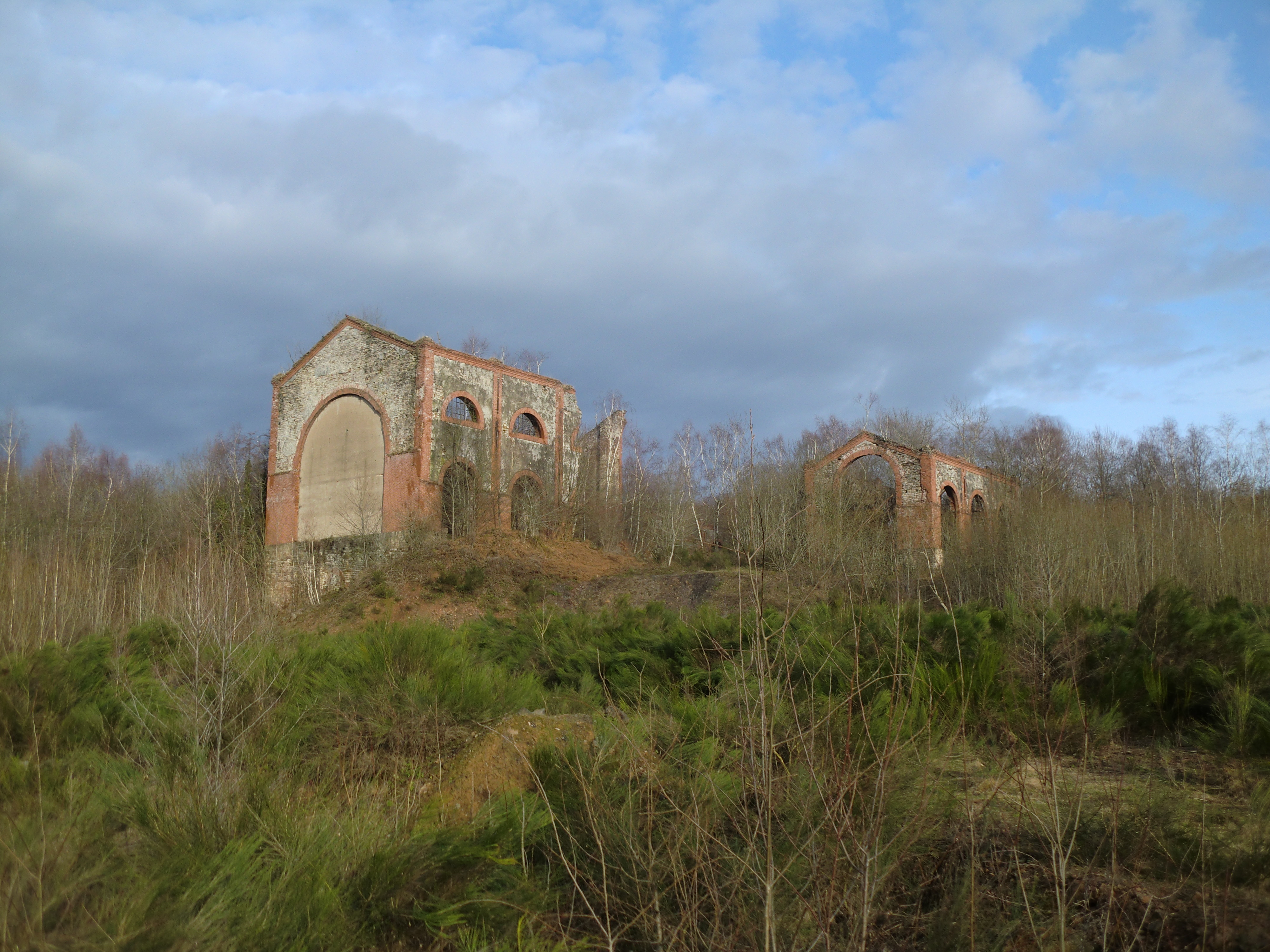
Die Ruinen.
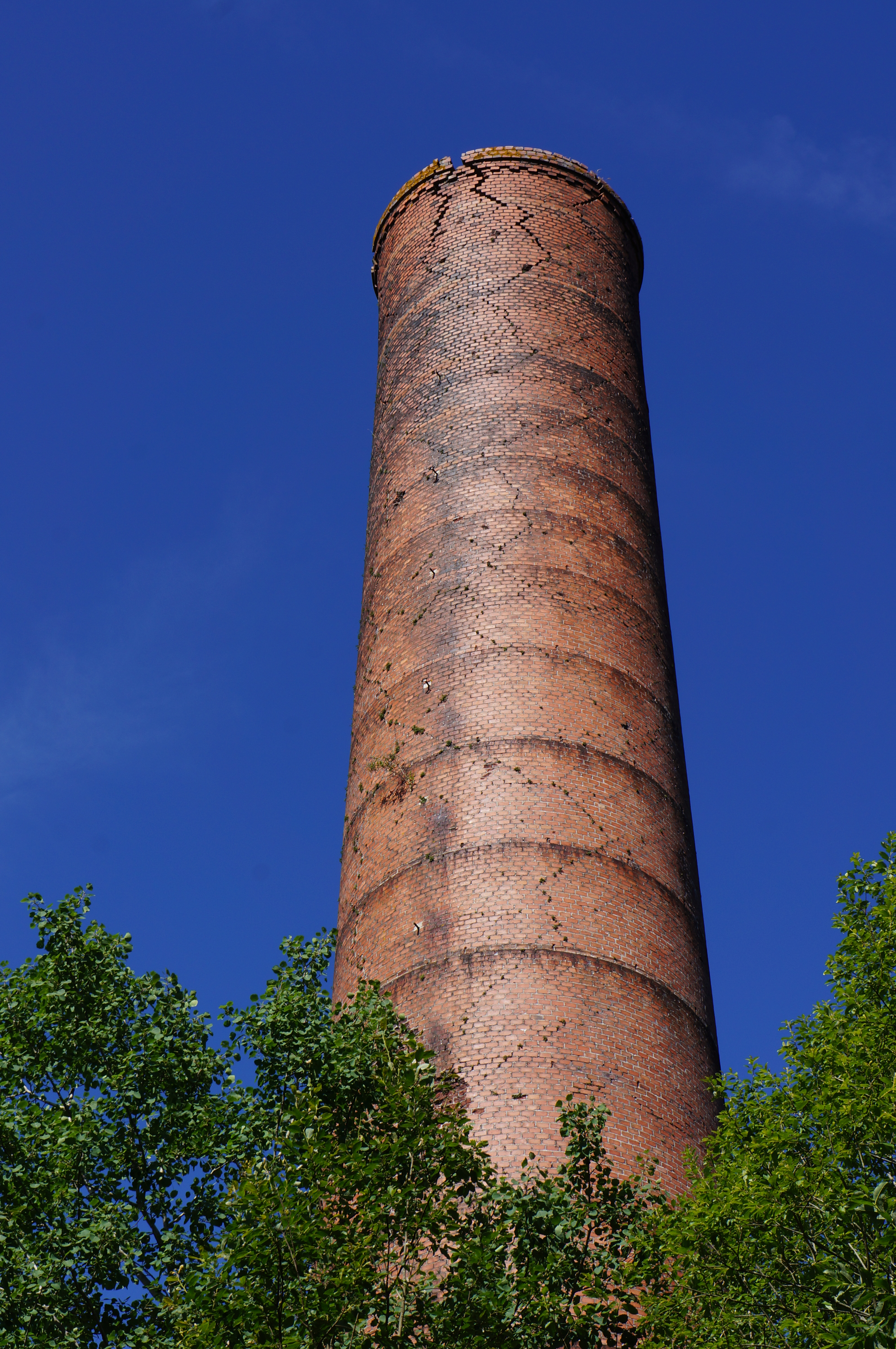
Der Schornstein.
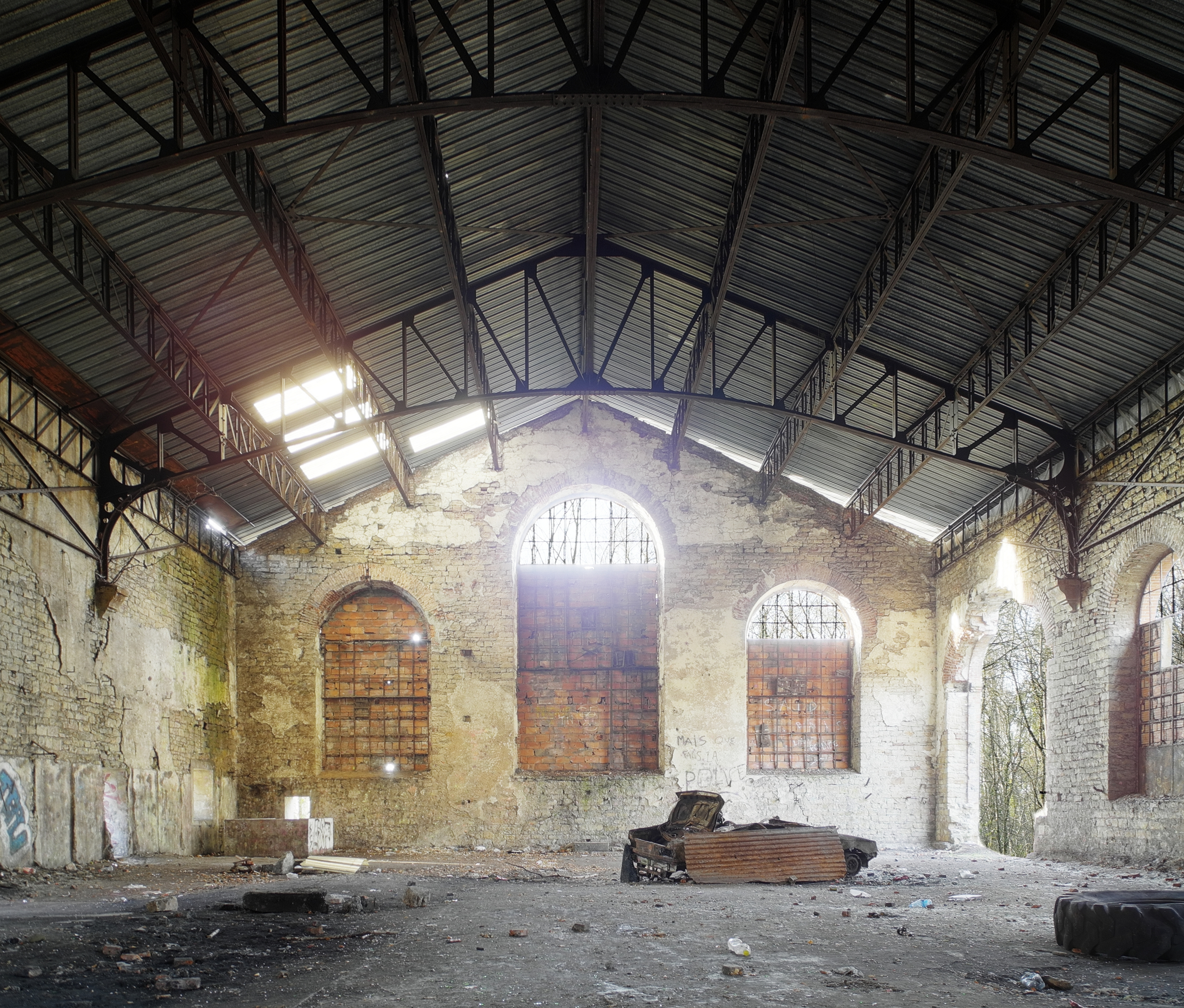
In der Waschkaue.
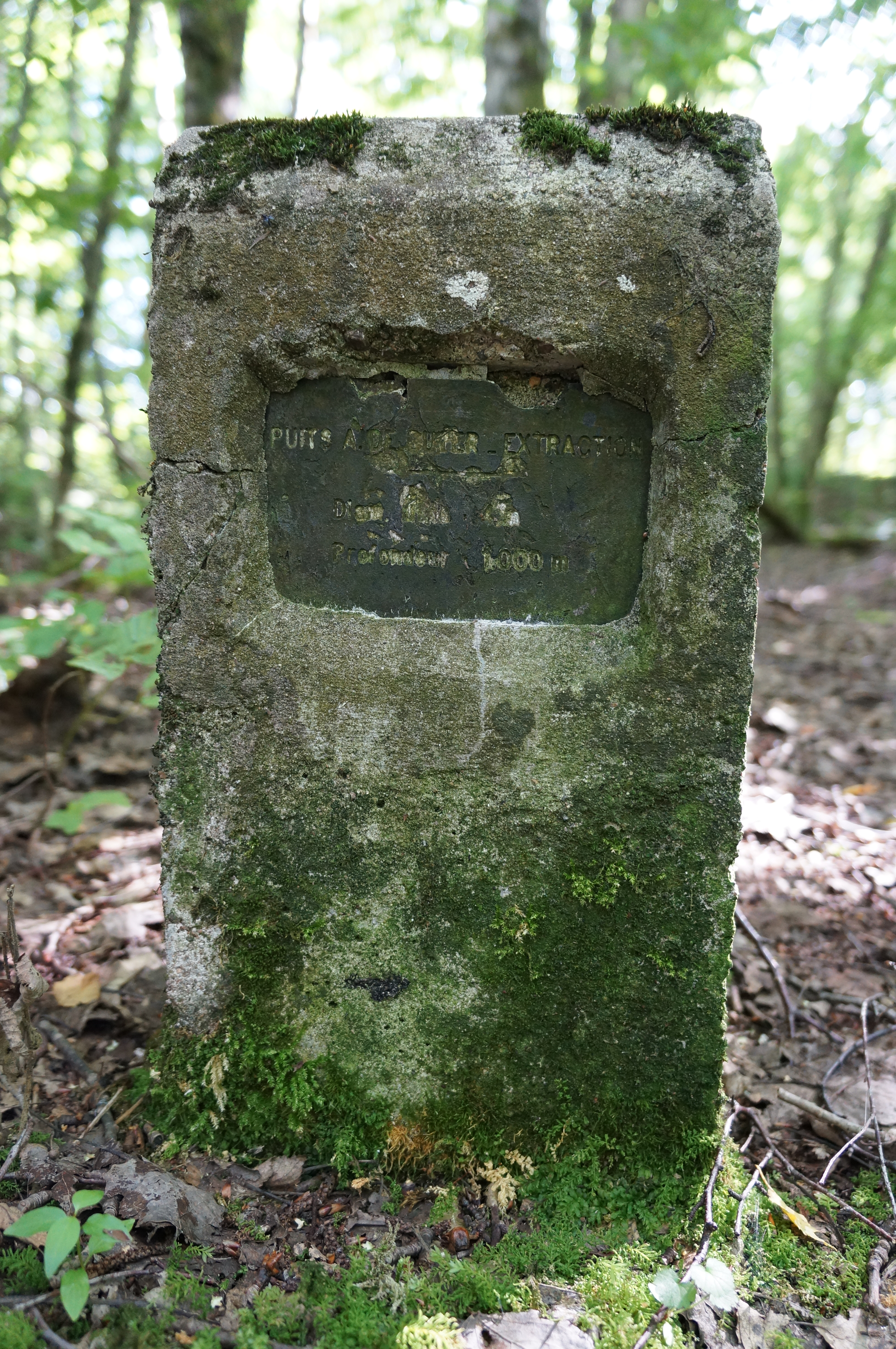
Anzeige von Schacht A.
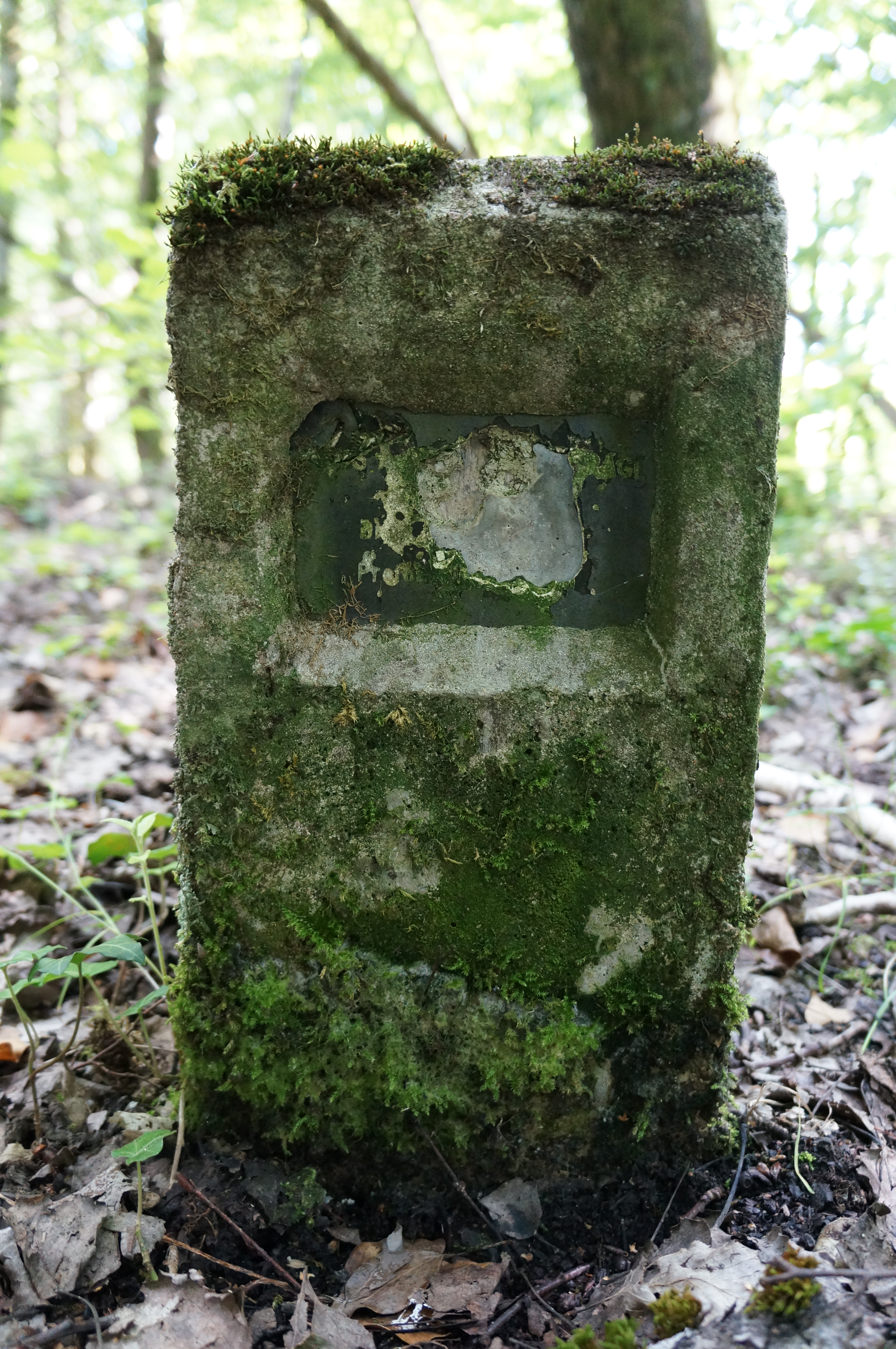
Anzeige von Schacht B.